# Tera Term
Tera Term (иногда пишут TeraTerm) — это свободная, распространяемая по лицензии BSD, служебная программа для работы с терминалами по протоколам Telnet, SSH1, SSH2. Работает через реальные и виртуальные COM-порты (RS232, USB) в интерактивном режиме или в режиме командной строки с возможностью управления сессией при помощи встроенного макроязыка.

## История версий
1994 г. — первый релиз, автор Т. Teranishi
1998 г. — Tera Term Pro-2.3 (Т. Teranishi), не поддерживаются виртуальные COM-порты
2002 г. — Tera Term Pro-3.1.3 с поддержкой SSH2 (Ayera Technologies, закрытый проект)
2004 г. — начало линейки версий Tera Term-4.xx с открытым исходным кодом (Yutaka Hirata)
2005 г. — начало работы форума по Tera Term (Boris Maisuradze, Yutaka Hirata)
2007 г. — Tera Term развивается командой японских разработчиков «Tera Term Project»

## Возможности
Программа Tera Term позволяет автоматизировать подключение к устройствам по протоколам Telnet, SSH1, SSH2 через COM-порты. Может использоваться в следующих целях:
- для сохранения логов;
- для программирования устройств;
- для перезагрузки устройств.

Программа Tera Term
- поддерживает протоколы: IPv4, IPv6, Telnet, SSH1, SSH2, Kermit, XMODEM, ZMODEM, B-PLUS, Quick-VAN, SCP;
- эмулирует терминалы: DEC VT100, VT101, VT102, VT282, VT320, VT382, VT420, VT520, VT525, Tektronix TEK4010, Altair 8800;
- поддерживает раскладки клавиатуры: английскую, русскую, японскую;
- имеет многоязыковую поддержку, в том числе переведена на русский язык;
- поддерживает кодировки: ASCII, UTF-8, KOI8-R;
- поддерживает скриптовый язык: Tera Term Language;
- поддерживает соединения: TCP/IP, COM-port;
- поддерживает создание логов сессий;
- работа с терминалами в интерактивном режиме.

## Макроязык
Макроязык Tera Term Language поддерживает:
- автоматизацию ввода логина и пароля;
- ожидание определенной строки или фрагмента текста;
- работу с файлами, чтение паролей к Telnet или SSH из файла;
- прерывание ожидания по таймауту;
- циклы, условные переходы, переменные;
- установку ExitCode (для использования errorlevel в CMD-файлах);
- запись в лог-файл из скрипта.

## Пример файла макроса "Demo.ttl"
```
setsync 1
connect '192.168.0.200:2300'
timeout = 10
Wait '-'
sendln 'SMDR'
Wait 'Enter Password:'
sendln 'PCCSMDR'
timeout = 30
wait   '&&&&&&????&&&&&'

if result=0 then
  ; timeout
  getdate datestr
  gettime timestr
  strconcat datestr timestr
  strconcat datestr '-------------------------------------------------------------'#13#10
  logwrite datestr
endif
closett
end

```